# Vampiri (Twilight)
I vampiri della serie di Twilight hanno delle caratteristiche particolari che li distinguono dai vampiri delle leggende comuni. Queste particolarità comprendono l'aspetto, le modalità di caccia e le capacità, differendo molto dalla figura classica di riferimento.

## Aspetto
I vampiri di Twilight sono innaturalmente belli, il che li rende molto attraenti agli occhi delle loro vittime umane. Dopo la trasformazione, assumono sempre un aspetto fisico molto più attraente rispetto a quello posseduto da umani. Sono estremamente pallidi ma diventano più rosei quando hanno appena mangiato. Anche le occhiaie appaiono man mano che la loro sete si intensifica. In Twilight, Alice, durante la fuga, in un albergo di Phoenix, spiega a Bella che la bellezza dell'aspetto fa parte dell'arsenale di armi di caccia del vampiro.
I vampiri neonati hanno gli occhi rosso vivo, anche se sbiadiscono fino a diventare cremisi nel corso del loro primo anno di vita, quando si consuma il sangue che è rimasto nel loro corpo dalla trasformazione. Se un vampiro sceglie di sopravvivere cibandosi di sangue animale, i suoi occhi diventano di un colore ambra-dorato, rimangono invece rossi se consumano sangue umano. Indifferentemente dal tipo di dieta, gli occhi dei vampiri diventano sempre più scuri man mano che la sete aumenta, fino a diventare neri quando hanno bisogno di sangue al più presto.
Secondo Eleazar, la dieta a base di sangue animale conferisce capacità di convivenza non ottenibili con il sangue umano. I vampiri, tendenzialmente, viaggiano da soli o, al massimo, in coppia, a causa della loro natura aggressiva e alla competizione per il sangue, per cui sono molto rari i casi in cui si sono costituiti clan dotati di un numero molto elevato di componenti. I clan più grandi, come quello dei rumeni una volta e quello dei Volturi adesso, sono riusciti a cooperare poiché guidati da condivisi sentimenti di ambizione e desiderio di conquista, ma anche in questo caso i legami sono spesso molto deboli e di facile rottura. Nel caso, invece, dei clan formati da vampiri che si nutrono unicamente di sangue animale, la mancanza di competizione e la riduzione degli istinti aggressivi permette di formare legami più forti, uguali in tutto e per tutto a quelli di una famiglia umana.
Anche dopo la trasformazione, però, il vampiro mantiene una traccia della precedente carnagione: ad esempio le persone con carnagione olivastra conservano sulla pelle questa leggera sfumatura e le persone con la carnagione nera rimangono tali, l'unica differenza è il colore degli occhi. 
La loro pelle è dura almeno quanto la pietra e fredda come il ghiaccio, e alla luce del sole riflette la radiazione luminosa come farebbe un frammento di diamante.
Il loro aspetto può variare anche per fattori slegati alla dieta. In particolare viene detto che i vampiri più antichi, specialmente se rimasti pressoché immobili per lungo tempo, manifestano occhi velati da una patina lattiginosa e con pelle semitrasparente e, solo apparentemente, fragile.

## Abilità
Tutti sono descritti come muniti di una forza incredibile e sovrumana. Riescono a fermare automobili e sradicare alberi con grande facilità. Il sangue umano è quello che tra tutti dà più forza: proprio per questo, i vampiri neonati hanno livelli di forza molto più alti rispetto a quelli di un vampiro adulto, in quanto sono ancora saturi del loro stesso sangue.
Hanno sensi molto acuti e possono vedere e udire chiaramente per un raggio di un miglio. Possono muoversi ad una velocità tale da diventare invisibili addirittura agli stessi vampiri, e hanno dimostrato di riuscire a tenere il passo dei veicoli.
Se non si nutrono di sangue per molto tempo la sete non è abbastanza per farli morire, ma li indebolisce e li rende meno in grado di controllare i propri istinti.
Sono immortali per natura e molto difficili da distruggere: l'unico modo per uccidere un vampiro è farlo a pezzi e poi bruciarne i resti. Da notare è il fatto che le parti del loro corpo continuano a muoversi anche dopo essere state allontanate, ma non è chiaro se questi "pezzi" rimossi hanno sensazioni o se i loro movimenti siano soltanto tic alla stregua di spasmi muscolari; comunque è sicuro che i resti del corpo distrutto di un vampiro, se non vengono annientati dal fuoco, tendono a ricongiungersi col tempo.
Alcuni vampiri sono più dotati e/o più potenti di altri, il che dipende da chi erano da umani: ad esempio un corridore di maratona sarebbe stato più veloce di altri vampiri, o un sollevatore di pesi (o un culturista) diventerebbe presumibilmente più forte di molti altri della sua specie. 
I vampiri non si stancano e non indeboliscono, perciò non hanno bisogno di riposo. Sono capaci di parlare ad un tono di voce più basso e più velocemente di quanto un umano possa percepire.
Nei libri, la loro pelle viene descritta come dura come una roccia e tanto liscia e fredda quanto il marmo. Ciò è dato dal fatto che la pelle si è trasformata in una sostanza simile al diamante, ed ogni cellula risplende al sole perché si è mutata in un singolo frammento di roccia con proprietà simili a quelle di un prisma. Non hanno calore corporeo e sono molto resistenti grazie alla solidità della loro carne.

## Abilità speciali
L'abilità speciale varia da vampiro a vampiro: alcuni non hanno talenti extra mentre altri, dopo la trasformazione li ottengono. Se hanno una caratteristica o una personalità molto dominante nella loro vita umana è possibile che dopo la trasformazione questa venga ingrandita diventando un ulteriore potere.
Non è certo, ma nel libro Edward spiega che questo potere supplementare potrebbe essere una reminiscenza della personalità umana del vampiro. Da umano, Edward era capace di capire approssimativamente quello che le persone stavano pensando basandosi sulla loro espressione e sul linguaggio del corpo, quindi da vampiro riesce a sentire i pensieri di chi gli sta intorno. Alice riusciva a vedere il futuro (e per questo era stata messa in manicomio) e dopo la trasformazione la sua abilità viene potenziata, potendo vedere più spesso e più chiaramente. Jasper era molto carismatico e capace di influenzare gli altri, da vampiro riesce a controllare le emozioni di chi gli sta intorno. Quanto a Bella manifesta un potere che sbarra agli altri i suoi pensieri già in forma umana e quando si trasforma conosce nuovi sviluppi del suo potere. Ma non solo: Renesmee in qualche modo prende i poteri dei suoi genitori li unisce e li rovescia; mentre Bella "tiene tutti fuori", ed Edward legge i pensieri di tutti, Renesmee può trasmettere i suoi pensieri a chiunque, e nessuno può contrastare questo suo potere, neanche sua madre.
In Breaking Dawn viene reso noto come sia possibile per un vampiro potenziare ed allenare il proprio potere: Kate è stata capace di estendere il suo potere di dare scosse elettriche dalla sola superficie della mano al suo intero corpo e aiuta Bella ad allenarsi nel proiettare il suo potere all'esterno, facendo del suo scudo mentale un'arma di protezione per rendere vani i poteri della guardia dei Volturi.

## Differenze dai vampiri delle leggende
Stephenie Meyer ammette di non aver fatto ricerche sulla mitologia dei vampiri prima di scrivere Twilight. Proprio per questo, le creature della Saga di Twilight sono diverse da tutti gli altri vampiri presenti nella letteratura. Per prima cosa non hanno debolezze. Non vengono danneggiati da acqua benedetta, aglio, paletti appuntiti, croci o dal sole. Rimangono comunque nascosti durante le ore del giorno oppure risiedono in aree molto nuvolose in modo da evitare di esporsi direttamente al sole, dato che sotto la luce solare la loro pelle brilla come ricoperta da diamanti. Ciononostante, nel caso qualcuno li vedesse, non potrebbero facilmente essere uccisi.
Non hanno bisogno di essere invitati per entrare nelle case, si riflettono negli specchi e appaiono nelle pellicole. Sono incapaci di dormire e non hanno bisogno di riposo. Non hanno bisogno di respirare, ma in genere lo fanno per sentire gli odori. I loro denti sono estremamente forti, affilati e robusti, tanto da permettergli di mordere attraverso qualsiasi sostanza solida, ma non si allungano, né diventano zanne aguzze.
Sono argomenti di dibattito anche la presunta dannazione eterna dei vampiri e il ruolo di Dio nel mondo di queste creature. I vampiri della saga sono considerati alla stregua di una specie biologica sottoposta a un processo evolutivo, di cui non vengono avanzate implicazione spirituali o religiose. Edward infatti spiega a Bella che come in natura esiste il predatore e la preda, così anche gli esseri umani, la specie animale più evoluta, paradossalmente hanno un loro predatore: i vampiri. 
Tra i vampiri tradizionali e quelli della Meyer condividono le seguenti somiglianze come specie: la pelle pallida, gli occhi rossi, la mancanza di battito cardiaco, l'immortalità, le capacità fisiche molto superiori a quelle umane, il nutrirsi di sangue, anche se non necessariamente umano e creare i propri simili con il morso.

## Ibridi fra vampiri ed umani
Con la gravidanza di Bella, i Cullen scoprono la possibilità per vampiri ed umani di procreare un ibrido. Il processo funziona solo in caso che sia un vampiro a procreare con una umana; l'inverso non può accadere a causa del fatto che dopo la trasformazione, lo stato del corpo dei vampiri non va incontro a nessun cambiamento, tanto meno quelli che interessano la donna in età fertile.
Questo tipo di gravidanza in generale indebolisce molto il fisico della futura mamma. Il bambino è molto forte, e con dei movimenti inconsulti può rompere le ossa della madre, come le costole e il bacino, che sono attigui alla zona dell'utero.
I bambini nati da unioni tra vampiri ed umani, però, sono molto rari: esistono dei vampiri che hanno rapporti sessuali con degli umani (i succubi nella versione femminile e gli Incubi nella versione maschile), ma l'atto è preliminare all'assassinio dell'umano stesso. Oltre a Renesmee, nella Saga si parla di altri ibridi: Nahuel e le sue sorelle sono risultati di esperimenti di un vampiro con l'ambizione di creare una super razza.
Questi mezzosangue possiedono diverse caratteristiche in comune coi vampiri, come la pelle bianca, l'abilità di succhiare il sangue e nutrirsene (e un certo piacere nel farlo), la forza e la velocità di questa specie. L'abilità di creare vampiri parrebbe, ai casi presentati, un appannaggio maschile, mentre le femmine non sarebbero velenose. Diversamente dai vampiri, hanno il corpo caldo (40 °C circa), non hanno gli occhi cangianti, il bagliore emanato dalla loro pelle alla luce del sole è presente ma di intensità decisamente minore e sono inoltre in grado di nutrirsi di cibo umano. Appena nati raggiungono la maturità a sette anni e quindi smettono di subire mutazioni esattamente come i vampiri normali.
La nascita di questi ibridi è peraltro un fatto estremamente raro in quanto il padre vampiro deve possedere un autocontrollo fenomenale per non uccidere la consorte nell'impeto dell'amplesso. Sembra, inoltre, che la probabilità di concepire un ibrido sia correlata direttamente all'intensità con cui il vampiro è attratto dal sangue dell'umana: le donne dotate di un profumo che il vampiro gradisce di più, come le cantanti, hanno molte più probabilità di concepire con il vampiro rispetto alle donne prive di un profumo particolare.

## Bambini immortali
I bambini immortali sono il risultato della trasformazione di bambini in vampiri. Principalmente venivano trasformati tra i tre e i quattro anni. Carlisle stesso dice di non comprendere il motivo per cui i vampiri dell'antichità facessero questo.
Questi bambini diventano squisitamente belli, tanto che al loro aspetto non si poteva resistere. Ma il loro corpo non cambiava e neanche la loro mente poteva evolversi. In un raptus, essendo anche più forti dei vampiri adulti, potevano sterminare interi villaggi per capriccio e non era possibile insegnargli la segretezza, principale regola dei vampiri della Saga. Dato che la loro mente non apprendeva niente perché rimasta ferma al momento della trasformazione, si nutrivano seguendo il proprio istinto, comportandosi di più come bestie selvatiche. 
Per questo motivo la pratica di creare bambini immortali è stata fortemente perseguitata dai Volturi. Dato che i vampiri responsabili cominciavano dure lotte per difenderli, distruggere questi bambini ha ridotto considerevolmente il numero di clan di vampiri esistenti, comprendendo anche molte antiche usanze e regole dei clan.
La violenza di questa reazione da parte del gruppo di vampiri italiani ha avuto una forte ripercussione sulla percezione di questa regola e la creazione di tali vampiri è diventata tabù orribile anche da nominare.